# Setiguia
Setiguia és una població de Guinea, a la prefectura de Siguiri, regió de Kankan. La ciutat està situada a uns 30 km al nord-oest de Siguiri.
Setiguia fou capital del país del Bouré, ric en or als seus rius. Fou reconeguda pels francesos el 1885 però seguidament va passar a mans dels sofes de Samori Turé; el 1886 Samori va signar la pau per la qual la va cedir a França el 25 de març però en un annex al tractat el 16 d'abril es va incloure la reserva de drets al Bouré, que de fet mai va poder fer efectius.